# Stefjorden
Stefjorden (lulesamisk: Áhkávoudna) er en arm af bugten Haukøyfjorden i Tysfjorden i Nordland fylke i Norge. Den går omtrent 16 kilometer mod  øst-sydøst fra indløbet mellem Makkholmen, ved Inner-Skarberget, i nord og Haukøyholmen i syd.
På nordsiden ligger Stortinden (784 moh.), Stefjordnestinden (859 moh.) og videre Kistbotnfjellet. Langs sydsiden ligger Tømmeråsen, Tømmeråstinden (816 moh.) og Stetind (1 391 moh.). Dybden midt i fjorden er fra godt over 200 meter ved indløbet til knap 100 meter inderst i fjorden.
Området var vejløst indtil åbningen af «Kjøpsvikveien» (Riksvej 827) i 1992 som knyttede bebyggelserne Stefjordbotn og Haukøya (via lokal vej) til omverdenen. Der er også vej fra Skarberget til Lysvoll lige øst for indløbet på nordkysten. Der ligger en række vejløse og affolkede gårde langs nordkysten, deriblandt nogle gårde på Stefjordneset.
I 2011 var der 14 fastboende (2011), hvoraf bebyggelsen på Haukøya (Ávkke) er den største.